# عقد 1790
عقد 1790 هو عقد امتد بين 1 يناير 1790 و31 ديسمبر 1799 بحسب التقويم الميلادي. سبقه عقد 1780 ولحقه عقد 1800.

## أحداث
- معركة ماتشين (1791)
- اختراع المذياع (1791)
- إعلان إلغاء الملكية (1792)
- انتفاضة 10 اغسطس 1792 (1792)
- معاهدة زيشتوف (1791)
- قانون شابليي (1791)
- اضطرابات بريستلي (1791)

## مواليد
- خوان ألفاريز هورتادو (1790)
- بيرجرين (1790)
- بووهاتن إليس (1790)
- أدريان-جان-بيير تيلورييه (1790)
- وليام ليتش (1790)
- يان بابتيست فان دير هولست (1790)
- ميلكور موزكيز (1790)
- جون باكمان (1790)
- خوان الباريث مينديثابال (1790)
- جون فردريك دانيال (1790)
- جيمس ه بيك (1790)

## وفيات
- وليام هوبر (1790)
- جيكوب كريسي شافر (1790)
- لايمان هول (1790)
- جون هوارد (1790)
- ويليام روي (1790)
- كرستفريد غاناندر (1790)
- آدم سميث (1790)
- يوهان هينريك جوسلر (1790)
- جوزيف الثاني (1790)
- يوهان الثاني برنولي (1790)
- ويليام كولين (1790)

## كتب
- Yves Denis Papin (1998). Chronologie de l'histoire ancienne. Lieu de publication non identifié: Éditions Jean-paul Gisserot. ISBN:2-87747-346-5. OCLC:40746926. مؤرشف من الأصل في 2022-03-16.
- موسوعة حضارة العالم (2002) لأحمد محمد عوف.

## روابط خارجية
- تصفح سنة بسنة عقد 1790 على موقع onthisday.com
- تصفح سنة بسنة عقد 1790 ابتداءً من سنة عقد 1790 على موقع المكتبة الوطنية الفرنسية